# دونييل هنري
دونييل جور دي آشلي هنري (بالإنجليزية: Doneil Jor-Dee Ashley Henry)‏ وهو لاعب كرة قدم كندي في مركز الدفاع ولد في يوم 20 أبريل 1993 في مدينة برامبتون في كندا، يلعب حالياً مع نادي بلاكبيرن روفرز كمعار من نادي وست هام يونايتد ونادي تورنتو إف سي وأبولون ليماسول في قبرص ولعب مع منتخب كندا لكرة القدم ويبلغ طوله 188 سم.

## روابط خارجية
- دونييل هنري على موقع دوري كوريا الجنوبية (الإنجليزية)
- دونييل هنري على موقع الدوري الأمريكي (الإنجليزية)
- دونييل هنري على موقع قاعدة بيانات كرة القدم.إي يو (الإنجليزية)
- دونييل هنري على موقع ناشيونال فوتبول تيمز (الإنجليزية)
- دونييل هنري على موقع Soccerbase.com (لاعب) (الإنجليزية)
- دونييل هنري على موقع Soccerway.com (الإنجليزية)
- دونييل هنري على موقع عالم كرة القدم.نت (الإنجليزية)
- دونييل هنري على موقع AS.com (الإسبانية)